# Rivaldo Antonio Macari
Rivaldo Antonio Macari (Rio de Janeiro, 27 de agosto de 1951 — Florianópolis, 8 de novembro de 2020) foi um político brasileiro.
Filho de João Gabriel Macari e Maria de Jesus Cavalcanti Macari. Casou com Cleusa Margarete Rodrigues Macari.
Foi deputado à Assembleia Legislativa de Santa Catarina na  11ª legislatura (1987 — 1991) e na 12ª legislatura (1991 — 1995).